# Schafhof (Uffenheim)
Schafhof (fränkisch: Di Schofhejf) ist ein Gemeindeteil der Stadt Uffenheim im Landkreis Neustadt an der Aisch-Bad Windsheim (Mittelfranken, Bayern). Schafhof liegt in der Gemarkung Uffenheim.

## Lage
Der Weiler liegt rechts der Gollach an der Staatsstraße 2256, die nach Uffenheim zur Bundesstraße 13 (1,7 km westlich) bzw. nach Ulsenheim verläuft (3,2 km nordöstlich). Eine Gemeindeverbindungsstraße führt nach Uttenhofen (1,2 km südöstlich).

## Geschichte
Der Ort wurde in der ersten Hälfte des 15. Jahrhunderts in einem burggräflichen Urbar als „Schaffhoff [...] zům Humelsberg“ erstmals urkundlich erwähnt. Das Bestimmungswort ist Hummel, entweder die umgangssprachliche Bezeichnung für einen Zuchtbullen oder der Familienname Hummel. Beide Deutungen sind möglich.
Gegen Ende des 18. Jahrhunderts gab es in Schafhof zwei Anwesen. Das Hochgericht übte das ansbachische Oberamt Uffenheim aus. Das Kasten- und Stadtvogteiamt Uffenheim war Grundherr der beiden Anwesen. Von 1797 bis 1808 unterstand Schafhof dem preußischen Justiz- und Kammeramt Uffenheim.
1806 kam der Ort an das Königreich Bayern. Mit dem Gemeindeedikt (frühes 19. Jahrhundert) wurde Schafhof dem Steuerdistrikt Uffenheim und der Ruralgemeinde Uffenheim zugewiesen.

### Einwohnerentwicklung
| Jahr      | 001818 | 001840 | 001861 | 001871 | 001885 | 001900 | 001925 | 001950 | 001961 | 001970 | 001987 |
| Einwohner | 27     | 17     | 21     | 23     | 24     | 16     | 26     | 45     | 19     | 18     | 10     |
| Häuser    | 3      | 3      |        |        | 3      | 3      | 3      | 3      | 3      |        | 3      |
| Quelle    | [ 9 ]  | [ 12 ] | [ 13 ] | [ 14 ] | [ 15 ] | [ 16 ] | [ 17 ] | [ 18 ] | [ 19 ] | [ 20 ] | [ 1 ]  |

## Religion
Der Ort ist seit der Reformation evangelisch-lutherisch geprägt und bis heute nach St. Johannes der Täufer (Uffenheim) gepfarrt.